# Bourse Guggenheim
Pour un article plus général, voir Fondation John-Simon-Guggenheim.
 (août 2025).
La bourse Guggenheim est une récompense américaine décernée annuellement depuis 1925 par la Fondation John-Simon-Guggenheim.  
Elle prend la forme d'une bourse offerte à des artistes, scientifiques ou universitaires « ayant démontré une capacité exceptionnelle dans la recherche académique ou un talent créatif exceptionnel dans les arts ». Le spectre des domaines représentés est extrêmement large : il inclut par exemple la médecine, la danse, la géométrie, les sciences politiques ou le cinéma.  
Le prix encourage  l'innovation, la recherche et la création sous toutes ses formes (toutes les disciplines  universitaires sont acceptées, à l'exception du spectacle vivant, même si les metteurs en scène et réalisateurs sont admis). 

## Concours
Chaque année, la fondation accorde de nombreuses bourses dans deux concours : 
- l'un est ouvert aux citoyens et aux résidents permanents du Canada et des États-Unis;
- l'autre est ouvert aux citoyens et aux résidents permanents de l'Amérique latine et des Caraïbes.

## Boursiers
La récompense ne peut être remise qu'aux seuls professionnels (et non à des étudiants ou amateurs) et lorsqu'ils sont à mi-carrière. Les boursiers peuvent dépenser l'argent comme ils l'entendent,— le but étant de leur apporter la liberté de créer et de continuer leur travail dans de bonnes conditions financières. 

## Bourses
La Fondation reçoit entre 3 500 et 4 000 candidatures par an. Environ 220 bourses sont accordées chaque année. Le montant des bourses varie et est ajusté aux besoins des lauréats, en fonction de leurs ressources propres, de leurs objectifs et de la taille de leurs projets. Le montant moyen des bourses s'élevait, en 2008, à environ 43 200 dollars, pour les États-Unis et le Canada.